# Сан Джорджо Пиачентино
Сан Джо̀ржо Пиачентѝно (на италиански: San Giorgio Piacentino, на местен диалект San Zorz, Сан Дзордз) е градче и община в северна Италия, провинция Пиаченца, регион Емилия-Романя. Разположено е на 103 m надморска височина. Населението на общината е 5895 души (към 2010 г.).